# رافاييل بالما
رافاييل بالما هو صحفي وسياسي فلبيني، ولد في 24 أكتوبر 1874 في مانيلا في الفلبين، وتوفي بنفس المكان في 24 مايو 1939. حزبياً، نشط في Nacionalista Party ‏. وقد انتخب عضو مجلس الشيوخ الفلبيني.